# Katherine Garrett-Cox

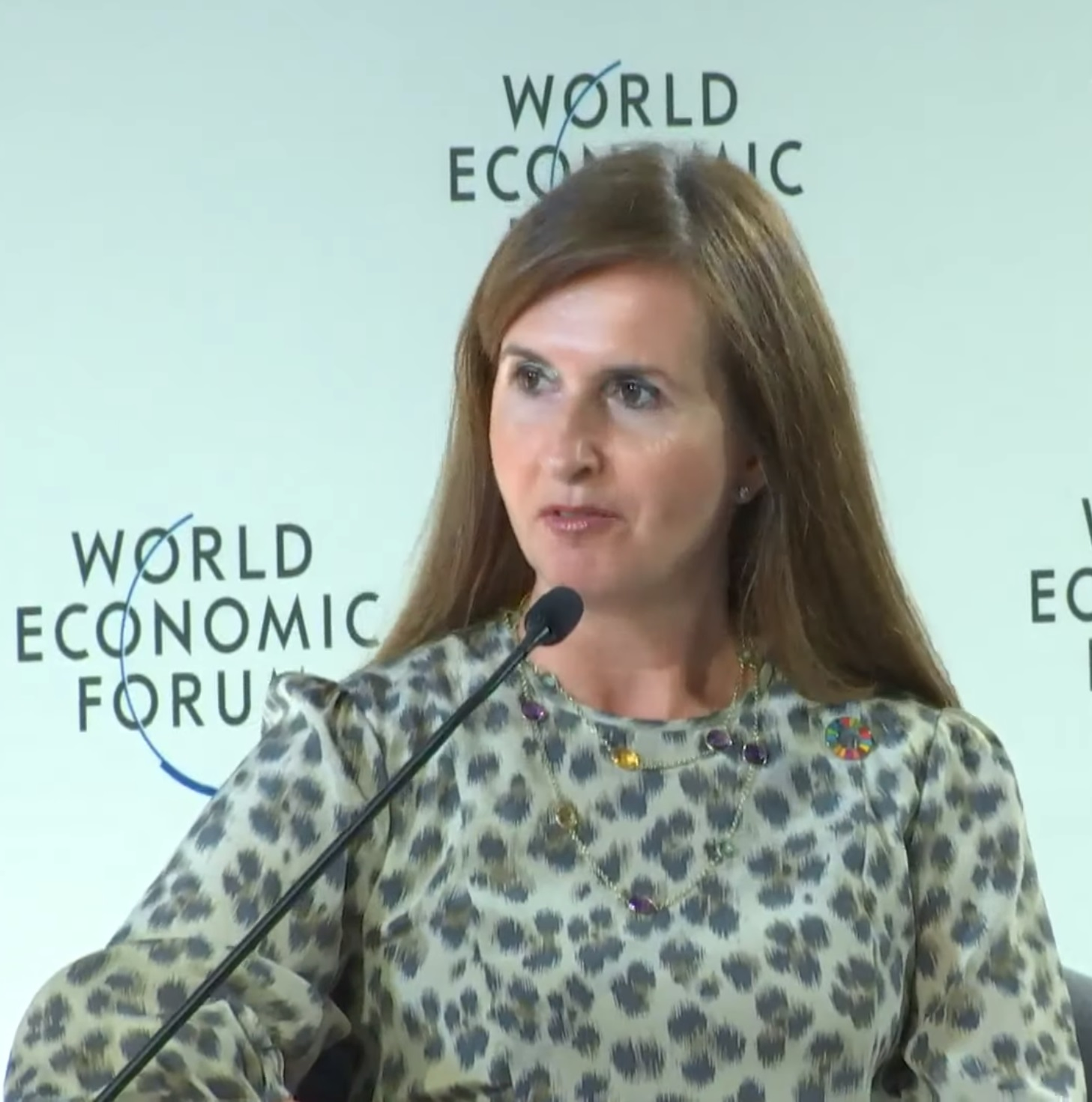
Katherine Garrett-Cox beim Weltwirtschaftsforum 2019

Katherine Lucy Garrett-Cox CBE (* November 1967) ist eine britische Managerin. Sie ist CEO der britischen Tochtergesellschaft der Gulf International Bank of Bahrain. Sie war Mitglied des Aufsichtsrats der Deutschen Bank.

## Leben
Garrett-Cox studierte Geschichte an der University of Durham und schloss 1989 mit einem Bachelor-Abschluss ab.
Garrett-Cox war als Chief Investment Officer bei Aberdeen Asset Management und anschließend als Chief Investment Officer und Executive Director bei Morley Fund Management, jetzt Aviva Investors tätig. Sie kam 2007 als Chief Investment Officer zu Alliance Trust und wurde im August 2008 zum CEO ernannt.
Von 2012 bis 2015 war Garrett-Cox Mitglied der Business Advisory Group des britischen Premierministers und des Scottish Business Board, dessen Vorsitz der Minister für Schottland im gleichen Zeitraum innehatte.
Im Oktober 2015 führte ein Streit mit aktivistischen Investoren dazu, dass Garrett-Cox aus dem Vorstand von Alliance Trust zurücktrat. Garrett-Cox blieb Chief Executive bei Alliance und wechselte zurück in die Rolle des Fondsmanagers. Garrett-Cox verließ den Alliance Trust im Jahr 2016. Seit 2017 ist sie CEO der britischen Tochtergesellschaft der Gulf International Bank of Bahrain.
Garrett-Cox war Mitglied des Aufsichtsrats der Deutschen Bank AG von 2015 bis 2020.

## Privatleben
Garrett-Cox' Ehemann Jeremy ist Schotte. Sie haben vier Kinder und leben in Angus (Schottland).

## Preise und Auszeichnungen
- 2014:  Commander of the Order of the British Empire (CBE)[7]